# 赵炳伦
赵炳伦（1912年—1984年3月31日），男，湖北麻城乘马岗镇大河铺村人，中国人民解放军开国少将。

## 生平
1928年加入中国共产主义青年团。1929年参加中国工农红军。1933年由共青团转入中国共产党。在红一军、红四军历任战士、班长、排长，红三十一军第九十三师二七六团连政治指导员，第二七四团政治处主任、1936年初任团政治委员，红三十一军政治部保卫部科长、军卫生部政治委员。
抗日战争时期，任八路军第一二九师教导队政治指导员、特务营政治委员，1942年冀南军区第二军分区副司令员，第三八五旅七六九团副团长，1945年新四军第五师第十三旅三十九团团长。
中原突围时，任陕南军区第三军分区参谋长。第四野战军第五十一军二一一师副政治委员兼政治部主任，余景堂任师长,冷裕光任政治委员。 
中华人民共和国成立后，任湖北军区荆州军分区司令员、1955年授予大校军衔。1956年升任位于长春的中国人民解放军第二政治学校副校长（副军职）。1961年4月，校长兼政委李曼村调任总政治部宣传部副部长，升任第二政治学校校长（正军职）。1961年8月被授予少将军衔。1962年1月调任位于长春的防化兵学院副院长。1963年7月青海省军区副司令员、1965年任宁夏军区副司令员、1973年任河南省军区副司令员。
1955年获二级八一勋章、二级独立自由勋章、二级解放勋章。